# 耐震
耐震（たいしん、英: earthquake resistant）とは、構造物の地震への対処として、構造物自体の有する耐力で地震に対処する方法をいう。免震や制震とは区別される。

## 概要
耐震構造は構造物自体の耐力で地震に対処する方法であり、具体的には構造物に耐震壁やブレースなどを配置したり柱で補強することによって、建物自体の強さや粘りで耐える構造をいう。
| 耐震                                                                                             | 免震 | 制震 |
| ------------------------------------------------------------------------------------------------ | --- | --- |
| 構造物自体の有する耐力で地震に対処する方法（建物の構造体自体を堅固にして地震の揺れに耐える方法） | 構造物と地盤との関係を柔軟化する装置を用いて地震動が構造物に伝わりにくくするとともに減衰を付加して応答を低減する方法（地盤と建物の間などに免震部材を設置して建物が地震動と共振するのを避ける方法） | エネルギー吸収機構などをもつ装置を用いて地震動に対する応答を低減する方法（建物の内部に制震部材を取り付けて地震の揺れを制御する方法） |

耐震補強は制震補強や免震補強に比べて、工期（設計期間含む）やコストを抑えることができ、地震応答解析も必要ないが、構造体の損傷、機能維持や財産の保護、工事期間中の建物使用などの面で劣る。

## 耐震設計
耐震設計（earthquake-resistant design）とは、建設予定の建物について、耐震性能を満たすよう、構造的な計画・設計を行うことをいう。
一般に、建築物が大きな被害を受ける可能性がある地震の強さは、加速度で100 gal（cm/s2）以上であると言われる。

## 耐震診断
耐震診断とは、既存の建物について、その耐震性能を評価するもので、改修が必要かどうかを判断するとともに補強計画に参考にするものをいう。
耐震性能は、強度（壁や柱などの断面積）、靭性（じん性）、建物のバランス（剛性率や偏心率などの形状指標）、劣化の度合いなどの要素で評価される。

## 耐震補強
耐震補強の方法には、強度向上型、靭性向上型、強度・靭性向上型がある。

### 強度向上型
- RC造壁増設 - 柱梁フレーム内にRC壁を新設し、施工アンカーにより周辺の柱や梁と一体化させる工法[2]。
- 既存壁増打ち - 既存壁にRC壁を増打ちし、壁筋を配し、施工アンカーにより周辺の柱や梁と一体化させる工法[2]。
- 既存壁開口閉塞 - 既存壁の開口部をRC壁で塞ぎ、壁筋を配し、た既存鉄筋とフレア溶接で接合させる工法[2]。

### 靭性向上型
- 柱梁炭素繊維シート巻き - 柱や梁に炭素繊維シートを巻き付ける工法[2]。
- 柱梁鋼板補強 - 柱や梁に鋼板を巻き付け、躯体と鋼板との間にモルタルを充填する工法[2]。
- 耐震スリット - 柱が非構造壁（腰壁、袖壁、垂れ壁など）によって大きな損傷を受けるおそれがある場合に、その間にスリット（隙間）を設けて柱のの脆性破壊を防ぐ工法[2]。

### 強度・靭性向上型
- 耐震ブレース増設 - 柱梁フレーム内に筋交いとなる枠付き鉄骨ブレースを設置する工法[2][4]。
- 外付けブレース（フレーム） - 建築物の外周構部に鉄骨ブレース（フレーム）を設置する工法[2][4]。
- 柱・梁RC造巻き立て - 柱や梁の周囲にRCを増打ちする工法[2]。